# Érik Bodencer
Érik Maximiliano Bodencer (Lomas de Zamora, 8 marzo 2000) è un calciatore argentino, attaccante dello Llaneros in prestito dal Boca Juniors.

## Carriera
Cresciuto nel settore giovanile del Boca Juniors, ha debuttato in prima squadra il 25 luglio 2021 nell'incontro di Primera División pareggiato 0-0 contro il Banfield. Nel 2022 è stato ceduto in prestito al Sacachispas dove ha trascorso una stagione da titolare in Primera B Nacional (seconda divisione argentina) trovando anche il suo primo gol in carriera tra i professionisti, il 18 giugno contro l'Estudiantes (BA).
Nel 2023 è passato in prestito al San Telmo dove ha realizzato 8 reti in 25 incontri, mentre nel 2024 è andato con la stessa formula all'Atlanta fino al giugno del 2025. Successivamente è stato prestato allo Llaneros.

## Statistiche

### Presenze e reti nei club
Statistiche aggiornate al 30 giugno 2025.
| Stagione        | Squadra         | Campionato      | Campionato | Campionato | Coppe nazionali | Coppe nazionali | Coppe nazionali | Coppe continentali | Coppe continentali | Coppe continentali | Altre coppe | Altre coppe | Altre coppe | Totale | Totale | Totale |
| Stagione        | Squadra         | Comp            | Pres       | Reti       | Comp            | Pres            | Reti            | Comp               | Pres               | Reti               | Comp        | Pres        | Reti        | Pres   | Reti   |        |
| --------------- | --------------- | --------------- | ---------- | ---------- | --------------- | --------------- | --------------- | ------------------ | ------------------ | ------------------ | ----------- | ----------- | ----------- | ------ | ------ | ------ |
| 2021            | Boca Juniors    | PD              | 2          | 0          | CA+CdL          | 0               | 0               | -                  | -                  | -                  | -           | -           | -           | 2      | 0      |        |
| 2022            | Sacachispas     | PBN             | 33         | 1          | CA              | 1               | 0               | -                  | -                  | -                  | -           | -           | -           | 34     | 1      |        |
| 2023            | San Telmo       | PBN             | 25         | 8          | CA              | 0               | 0               | -                  | -                  | -                  | -           | -           | -           | 25     | 8      |        |
| 2024            | Atlanta         | PBN             | 21         | 1          | CA              | 0               | 0               | -                  | -                  | -                  | -           | -           | -           | 21     | 1      |        |
| 2025            | Atlanta         | PBN             | 7          | 0          | CA              | 0               | 0               | -                  | -                  | -                  | -           | -           | -           | 7      | 0      |        |
| Totale carriera | Totale carriera | Totale carriera | 88         | 10         |                 | 1               | 0               |                    | -                  | -                  |             | -           | -           | 89     | 10     |        |